# مالكوم مونرو
مالكوم مونرو (بالإنجليزية: Malcolm Munro)‏ هو لاعب كرة قدم بريطاني، ولد في 21 مايو 1953.